# Уилкинсон, Кендра
Кендра Ли Уилкинсон (англ. Kendra Leigh Wilkinson; род. 12 июня 1985, Сан-Диего, Калифорния, США) — американская актриса и фотомодель. Она хорошо известна по телевизионному реалити-шоу The Girls Next Door, в котором она участвовала в качестве одной из трёх подружек Хью Хефнера.

## Биография
Кендра Уилкинсон родилась в Сан-Диего, Калифорния, у неё ирландские, британские и украинские корни. У Кендры ещё есть младший брат Колин. Её мать, Пэтти, родом из Черри-Хилл (Нью-Джерси) и была чирлидером в «Филадельфия Иглз». Её отец, Эрик, был родом из Брин-Мар (Пенсильвания). Они поженились 5 ноября 1983 года, а 25 марта 1994 года, когда Кендре было восемь лет, они развелись. Кендра училась в Клермонтской средней школе, которую окончила в 2003 году. В течение шести лет она играла в софтбол за Clairemont Bobby Sox. После окончания школы Кендра стала работать фотомоделью, а также некоторое время работала ассистентом дантиста.

## Карьера
В апреле 2004 года Кендра познакомилась с Хью Хефнером и вскоре переехала в Playboy Mansion, где вместе с Холли Мэдисон и Бриджет Марквардт стала участницей реалити-шоу The Girls Next Door.
В 2006 году она снялась в специальном выпуске Playboy Sexy 100.
В 2009 году, после встречи со своим будущим мужем, Хэнком Баскеттом, она уехала из Playboy Mansion и запустила своё собственное реалити-шоу Кендра.
В 2015 году снялась в небольшой роли в телефильме «Акулий торнадо 3».

## Личная жизнь
В 2009—2019 годы Кендра была замужем за бывшим игроком в американский футбол Хэнком Баскеттом. У бывших супругов двое детей — сын Генри «Хэнк» Рэндолл Баскетт-четвёртый (род. 11.12.2009) и дочь Алайджа Мэри Уилкинсон (род. 16.05.2014).
21 апреля 2013 года Кендра попала в автокатастрофу в Сан-Фернандо, во время которой перенесла микроинсульт.